# Austell
Austell és una població dels Estats Units a l'estat de Geòrgia. Segons el cens del 2000 tenia 5.359 habitants.

## Demografia
Segons el cens del 2000, Austell tenia 5.359 habitants, 2.009 habitatges, i 1.386 famílies. La densitat de població era de 363,6 habitants per km².
Dels 2.009 habitatges en un 35% hi vivien nens de menys de 18 anys, en un 44,3% hi vivien parelles casades, en un 18,5% dones solteres, i en un 31% no eren unitats familiars. En el 24,5% dels habitatges hi vivien persones soles el 6% de les quals corresponia a persones de 65 anys o més que vivien soles. El nombre mitjà de persones vivint en cada habitatge era de 2,66 i el nombre mitjà de persones que vivien en cada família era de 3,15.
Per edats la població es repartia de la següent manera: un 27,3% tenia menys de 18 anys, un 9,5% entre 18 i 24, un 37% entre 25 i 44, un 17,8% de 45 a 60 i un 8,3% 65 anys o més.
L'edat mediana era de 32 anys. Per cada 100 dones de 18 o més anys hi havia 93,4 homes.
La renda mediana per habitatge era de 38.933 $ i la renda mediana per família de 39.635 $. Els homes tenien una renda mediana de 31.750 $ mentre que les dones 22.944 $. La renda per capita de la població era de 15.924 $. Entorn de l'11% de les famílies i el 12,8% de la població estaven per davall del llindar de pobresa.

## Poblacions més properes
El següent diagrama mostra les poblacions més properes.